# E3 2015
La Electronic Entertainment Expo 2015, comunament conegut com a E3 2015, va ser de 21a celebració de la Electronic Entertainment Expo. L'esdeveniment va tenir lloc a Los Angeles Convention Center a Los Angeles, Califòrnia. Va començar el 16 de juny de 2015 i va finalitzar el 18 de juny de 2015, amb 52.200 assistents totals.
Els principals expositors de la convenció inclosos Activision Blizzard, Atlus, Bethesda Softworks, Electronic Arts, Microsoft Studios, Nintendo, Nvidia, Sony Computer Entertainment, Square Enix i Ubisoft.
Tot i que l'E3 és un esdeveniment tancat per només membres de la indústria dels videojocs i dels mitjans de comunicació, el Entertainment Software Association (ESA) va permetre l'accés a l'esdeveniment dels jugadors per primera vegada distribuint 5.000 entrades als diferents expositors que posteriorment van distribuir als seus seguidors.

## Rodes de premsa

### Oculus
Oculus VR va organitzar una conferència de premsa de pre-E3 l'11 de juny de 2015 a les 10:00 a.m. Durant la conferència, es va revelar el disseny final d'Oculus Rift. Oculus Touch, un controlador per al Rift, així com exclusives, incloent-hi Damaged Core de High Voltage Software, VR Sports Challenge de Sanzaru Games, Chronos de Gunfire Games i Edge of Nowhere de Insomniac Games van ser anunciats.

### Bethesda
Bethesda va organitzar la seva primera conferència de premsa a l'E3 el 14 de juny a les 7:00 p.m. Durant la conferència, Bethesda Softworks va revelar Fallout Shelter, Dishonored: Definitive Edition, Dishonored 2, així com The Elder Scrolls: Legends, un joc de cartes situat dins de l'univers Elder Scrolls. Es van alliberar les finestres, els tràilers i la demostració del joc Fallout 4, Doom i BattleCry.

### Microsoft
Microsoft va organitzar una conferència de premsa el 15 de juny a les 9:30 a.m. Durant la conferència, Microsoft va anunciar ReCore, la compatibilitat amb Xbox One, un nou controlador Elite, Plants vs. Zombies: Garden Warfare 2, Dark Souls III, Ashen, Beyond Eyes, Ion, Rare Replay, Sea of Thieves i Gears of War: Ultimate Edition i va mostrar imatges de Halo 5: Guardians, Forza Motorsport 6, Fallout 4 amb suport de modificacions, Tom Clancy's The Division, Tom Clancy's Rainbow Six Siege, Gigantic, Tacoma, Cuphead, Rise of the Tomb Raider, Fable Legends, una versió de Minecraft compatible amb les Microsoft HoloLens i Gears of War 4.

### Electronic Arts
Electronic Arts va organitzar una conferència de premsa el 15 de juny a les 1:00 p.m. La conferència va durar una hora. Durant la conferència, Electronic Arts va anunciar Mass Effect: Andromeda, va mostrar la jugabilitat de Need for Speed, va anunciar la Star Wars: The Old Republic - Knights of the Fallen Empire, Unravel, va mostrar jugabilitat de Plants vs. Zombies: Garden Warfare 2, va anunciar NHL 16, NBA Live 16, Star Wars: Galaxy of Heroes, Minions Paradise, mostrava imatges de FIFA 16, va mostrar jugabilitat de Mirror's Edge Catalyst, mostrava imatges de Madden NFL 16 i va mostrar la jugabilitat de Star Wars Battlefront.

### Ubisoft
Ubisoft va organitzar una conferència de premsa el 15 de juny a les 3:00 p.m. Durant la conferència, Ubisoft va anunciar South Park: The Fractured but Whole, una nova IP titulada For Honor, The Crew Wild Run, Trials Fusion: Awesome Level Max, Anno 2205, Just Dance 2016, Trackmania Turbo i Tom Clancy's Ghost Recon Wildlands i va mostrar la jugabilitat de Tom Clancy's The Division, Tom Clancy's Rainbow Six Siege i Assassin's Creed Syndicate.

### Sony
Sony va organitzar una conferència de premsa el 15 de juny a les 6:00 p.m. Durant la conferència, Sony va tornar a anunciar The Last Guardian, va anunciar una nova IP titulada Horizon Zero Dawn, Hitman, Dreams, Firewatch, Destiny: The Taken King, una nove versió de Final Fantasy VII, i Shenmue III i va mostrar imatges de No Man's Sky, Assassin's Creed Syndicate, Batman: Arkham Knight, Call of Duty: Black Ops III, Disney Infinity 3.0, Star Wars: Battlefront i Uncharted 4: A Thief's End.

### Nintendo
Nintendo, per tercera E3 consecutiva, va decidir renunciar a la celebració d'una tradicional roda de premsa a favor d'un Nintendo Digital Event—una presentació de vídeo pre-gravada que es va transmetre en línea el 16 de juny a les 9:00 a.m. amb un comunicat de premsa adjunt. Abans de l'E3, Nintendo també va celebrar un esdeveniment, el Nintendo World Championships 2015 (una competició en la qual un grup de jugadors van participar en una competició multiprossa en múltiples jocs de Nintendo), i també va presentar l'anunci de nous continguts per a Super Smash Bros. per Nintendo 3DS i Wii U, Mother, Blast Ball, i la nova jugabilitat de Super Mario Maker com a part del final de la competició.Durant el Digital Event, Nintendo va anunciar Star Fox Zero, les figures Amiibo compatibles amb Skylanders: SuperChargers, The Legend of Zelda: Tri Force Heroes, Hyrule Warriors Legends, Metroid Prime: Federation Force, Fire Emblem Fates, Tokyo Mirage Sessions ♯FE, mostrava imatges de Xenoblade Chronicles X, va anunciarAnimal Crossing: Happy Home Designer, Animal Crossing: Amiibo Festival, mostrava imatges de Yoshi's Woolly World, va anunciarYo-kai Watch, Mario & Luigi: Paper Jam Bros., Mario Tennis: Ultra Smash i va mostrar imatges de Super Mario Maker.

### Square Enix
Square Enix va organitzar una roda de premsa el 16 de juny a les 10:00 a.m. Durant la conferència, Square Enix va anunciar Nier: Automata sota el títol provisional Nier New Project, Lara Croft Go, Kingdom Hearts Unchained χ, Star Ocean: Integrity and Faithlessness i una nova IP titulada I Am Setsuna i va mostrar imatges de Just Cause 3, Rise of the Tomb Raider, Kingdom Hearts III, World of Final Fantasy, Hitman i Deus Ex: Mankind Divided. Les imatges de publicitat de Final Fantasy VII Remake es van revelar com a part de la presentació de Sony.

### PC Gaming Show
Una difusió a Internet centrada en videojocs per a PC es va celebrar el 16 de juny a les 5:00 p.m. per la revista de jocs PC Gamer i AMD, i allotjat per Sean Plott. Representants d'estudis inclosos Blizzard Entertainment, Microsoft Studios, Bohemia Interactive, Paradox Interactive, Obsidian Entertainment, així com Tripwire Interactive, ArenaNet, The Creative Assembly, Frictional Games, Frontier Developments, SCS Software, Splash Damage, Square Enix, Cloud Imperium Games i Devolver Digital van fer aparicions. Rising Storm 2: Vietnam, un portació de PC de Killer Instinct, American Truck Simulator, una expansió per a Pillars of Eternity coneguda com The White March, Planet Coaster i una expansió de Arma 3 coneguda com a Tanoa van ser anunciats, i hi va haver un vídeo que es mostra Killing Floor 2, Star Citizen, una expansió de Deus Ex: Human Revolution, Total War: Warhammer, Fable Legends, Gigantic, Gears of War: Ultimate Edition, Eve Valkyrie, Ion, Strafe, the Guild Wars 2 anomenada Heart of Thorns, Hitman, Soma, Day Z, Take On Mars, LawBreakers, Enter the Gungeon i No Man's Sky.

## Llista d'expositors notables
Aquesta és una llista dels principals expositors de videojocs que van fer aparicions a l'E3 2015.
| - 2K Games - 505 Games - Alienware - Activision Blizzard - Atlus - Bandai Namco Entertainment - Bethesda Softworks - Capcom - Crytek - Deep Silver - Disney Interactive | - Double Fine Productions - Electronic Arts - Focus Home Interactive - Iron Galaxy - Mattel - Marvelous USA - Microsoft Studios - Natsume - Nintendo - Nvidia - Oculus VR | - Razer Inc. - Sony Computer Entertainment - Square Enix - Take-Two Interactive - Team17 - Telltale Games - Turtle Beach Systems - Ubisoft - Warner Bros. Interactive Entertainment - Wizards of the Coast |

## Llista de jocs confirmats
Aquesta és una llista de títols notables que van aparèixer a l'E3 2015.
| 13AM Games - Runbow (Wii U) 2K Games - Battleborn (PC / PS4 / Xbox One) - Civilization: Beyond Earth – Rising Tide (PC) - WWE 2K16 (PS3 / PS4 / Xbox 360 / Xbox One) - XCOM 2 (PC) 505 Games - Abzû (PC / PS4) - Adrift (PC / PS4 / Xbox One) - Assetto Corsa (PS4 / Xbox One) - Brothers: A Tale of Two Sons (PS4 / Xbox One) - Payday 2: Crimewave Edition (PS4 / Xbox One) - Overkill's The Walking Dead (PC / PS4 / Xbox One) Activision Blizzard - Call of Duty: Black Ops III (PC / PS3 / PS4 / Xbox 360 / Xbox One) - Destiny: The Taken King (PS3 / PS4 / Xbox 360 / Xbox One) - Guitar Hero Live (PS3 / PS4 / Wii U / Xbox 360 / Xbox One) - Skylanders: SuperChargers (3DS / iOS / PS3 / PS4 / Wii / Wii U / Xbox 360 / Xbox One) - Tony Hawk's Pro Skater 5 (PS3 / PS4 / Xbox 360 / Xbox One) - Transformers: Devastation (PC / PS3 / PS4 / Xbox 360 / Xbox One) The Astronauts - The Vanishing of Ethan Carter (PS4) Atlus - Persona 4: Dancing All Night (Vita) - Persona 5 (PS3 / PS4) - The Deadly Tower of Monsters (PC / PS4) Autumn Games - Skullgirls: 2nd Encore (PS4 / Vita) Bandai Namco Entertainment - Dark Souls III (PC / PS4 / Xbox One) - Naruto Shippuden: Ultimate Ninja Storm 4 (PC / PS4 / Xbox One) - Project X Zone 2 (3DS) - Tales of Zestiria (PC / PS3 / PS4) Bethesda Softworks - BattleCry (PC) - Dishonored 2 (PC / PS4 / Xbox One) - Dishonored: Definitive Edition (PS4 / Xbox One) - Doom (PC / PS4 / Xbox One) - Fallout 4 (PC / PS4 / Xbox One) - Fallout Shelter (iOS / Android) - The Elder Scrolls Online: Tamriel Unlimited (PS4 / Xbox One) - The Elder Scrolls: Legends (PC / iOS) Blizzard Entertainment - Heroes of the Storm (PC) - Overwatch (PC) - StarCraft II: Legacy of the Void (PC) Bohemia Interactive - ARMA 3: Tanoa (PC) - Take On Mars (TKOM) (PC) Bossa Studios - I Am Bread (PC / PS4) Capcom - Devil May Cry 4: Special Edition (PC / PS4 / Xbox One) - Mega Man Legacy Collection (3DS / PC / PS4 / Xbox One) - Resident Evil 0 HD Remaster (PC / PS3 / PS4 / Xbox 360 / Xbox One) - Street Fighter V (PC / PS4) Capybara Games - Super Time Force Ultra (PS4 / Vita) CI Games - Sniper: Ghost Warrior 3 (PC / PS4 / Xbox One) Crytek - Hunt: Showdown (PC / PS4 / Xbox One) - Robinson: The Journey (PSVR) Daybreak Game Company - PlanetSide 2 (PS4) Deep Silver - Mighty No. 9 (3DS / PC / PS3 / PS4 / Vita / Wii U / Xbox 360 / Xbox One) Devolver Digital - Broforce (PC / PS4 / Vita) - Crossing Souls (PC / PS4 / Vita) - Eitr (PC / PS4) - Enter the Gungeon (PC / PS4) - Mother Russia Bleeds (PC / PS4) - Ronin (PC / PS4) - Shadow Warrior 2 (PC / PS4 / Xbox One) Disney Interactive Studios - Disney Infinity 3.0 (iOS / PC / PS3 / PS4 / Wii U / Xbox 360 / Xbox One) Double Fine Productions - Gang Beasts (PC / PS4 / Vita) Electronic Arts - FIFA 16 (Android / iOS / PC / PS3 / PS4 / Xbox 360 / Xbox One) - Madden NFL 16 (PS3 / PS4 / Xbox 360 / Xbox One) - Mass Effect: Andromeda (PC / PS4 / Xbox One) - Minions Paradise (iOS / Android) - Mirror's Edge Catalyst (PC / PS4 / Xbox One) - NBA Live 16 (PS4 / Xbox One) - Need for Speed (PC / PS4 / Xbox One) - NHL 16 (PS4 / Xbox One) - Plants vs. Zombies: Garden Warfare 2 (PC / PS4 / Xbox One) - Star Wars Battlefront (PC / PS4 / Xbox One) - Star Wars: The Old Republic - Knights of the Fallen Empire (PC) - Unravel (PC / PS4 / Xbox One) | Focus Home Interactive - Act of Aggression (PC) - Battlefleet Gothic: Armada (PC) - Blood Bowl 2 (PC / PS4 / Xbox One) - Divinity: Original Sin - Enhanced Edition (PC / PS4 / Xbox One) - Farming Simulator 15 (PC / PS3 / PS4 / Vita / Xbox 360 / Xbox One) - Mordheim: City of the Damned (PC / PS4 / Xbox One) - Space Hulk: Deathwing (PC / PS4 / Xbox One) - The Technomancer (PC / PS4 / Xbox One) - Videojoc sense nom de Deck13(TBA) - Vampyr (PC / PS4 / Xbox One) Frictional Games - Soma (PC / PS4) Frontier Developments - Planet Coaster (PC) Harmonix - Amplitude (PS3 / PS4) - Rock Band 4 (PS4 / Xbox One) Headup Games - Typoman (Wii U) Hello Games - No Man's Sky (PC / PS4) Image & Form - SteamWorld Heist (3DS) Iron Galaxy - Capsule Force (PS4) Konami - Metal Gear Solid V: The Phantom Pain (PC / PS3 / PS4 / Xbox 360 / Xbox One) - Pro Evolution Soccer 2016 (PC / PS3 / PS4 / Xbox 360 / Xbox One) Level-5 - Little Battlers Experience (3DS) Microsoft Studios - Ashen (PC / Xbox One) - Below (PC / Xbox One) - Castle Crashers Remastered (PC / Xbox One) - Cuphead (PC / Xbox One) - Fable Legends (PC / Xbox One) - Forza Motorsport 6 (Xbox One) - Gears of War 4 (Xbox One) - Gears of War: Ultimate Edition (PC / Xbox One) - Gigantic (PC / Xbox One) - Halo 5: Guardians (Xbox One) - Killer Instinct (PC / Xbox One) - Rare Replay (Xbox One) - ReCore (PC / Xbox One) - Sea of Thieves (PC / Xbox One) n-Space - Sword Coast Legends (PC / PS4 / Xbox One) Natsume - Brave Tank Hero (3DS / Wii U) - Gotcha Racing (3DS) - Harvest Moon: Seeds of Memories (iOS / PC / Wii U) - Ninja Strike (Wii U) Nintendo - Animal Crossing: Amiibo Festival (Wii U) - Animal Crossing: Happy Home Designer (3DS) - Bravely Second: End Layer (3DS) - Chibi-Robo! Zip Lash (3DS) - EarthBound Beginnings (Wii U) - Fatal Frame: Maiden of Black Water (Wii U) - Fire Emblem Fates (3DS) - Hyrule Warriors Legends (3DS) - The Legend of Zelda: Tri Force Heroes (3DS) - Mario & Luigi: Paper Jam Bros. (3DS) - Mario & Sonic at the Rio 2016 Olympic Games (3DS / Wii U) - Mario Tennis: Ultra Smash (Wii U) - Metroid Prime: Federation Force (3DS) - Pokémon Super Mystery Dungeon (3DS) - Star Fox Zero (Wii U) - Super Mario Maker (Wii U) - Super Smash Bros. per Nintendo 3DS i Wii U (3DS / Wii U) - Tokyo Mirage Sessions ♯FE (Wii U) - Xenoblade Chronicles X (Wii U) - Yo-kai Watch (3DS) - Yoshi's Woolly World (Wii U) Panic - Firewatch (PC / PS4) Paradox Interactive - Hollowpoint (PC / PS4) Pixel Titans - Strafe (PC) Poppermost Productions - Snow (PC / PS4) Psyonix - Rocket League (PC / PS4) Rebellion Developments - Battlezone (PC / PS4) Renegade Kid - Mutant Mudds Super Challenge (3DS / Wii U) Riot Games - League of Legends (PC) RocketWerkz - Ion (PC / Xbox One) SCS Software - American Truck Simulator (PC) | Sega - Total War: Warhammer (PC) Shin'en Multimedia - Fast Racing Neo (Wii U) Ska Studios - Salt and Sanctuary (PC / PS4 / Vita) Sony Computer Entertainment - Alone with You (PS4 / Vita) - Calvino Noir (PS4) - Drawn to Death (PS4) - Dreams (PS4) - Fat Princess Adventures (PS4) - God of War III Remastered (PS4) - Guns Up! (PS3 / PS4 / Vita) - Horizon Zero Dawn (PS4) - Journey (PS4) - Kill Strain (PS4) - N++ (PS4) - Ratchet & Clank (PS4) - RIGS: Mechanized Combat League (PS4) - Shadow of the Beast (videojoc del 2016) (PS4) - Tearaway Unfolded (PS4) - The Last Guardian (PS4) - The Tomorrow Children (PS4) - Uncharted 4: A Thief's End (PS4) - Until Dawn (PS4) Square Enix - Deus Ex: Mankind Divided (PC / PS4 / Xbox One) - Dragon Quest Heroes: The World Tree's Woe and the Blight Below (PS4) - Final Fantasy VII Remake (PS4) - Final Fantasy XIV: Heavensward (PC / PS3 / PS4) - Hitman (PC / PS4 / Xbox One) - I Am Setsuna (PS4 / Vita) - Just Cause 3 (PC / PS4 / Xbox One) - Kingdom Hearts III (PS4 / Xbox One) - Kingdom Hearts: Unchained χ (Android / iOS) - Lara Croft Go (Android / iOS) - Life Is Strange (PC / PS3 / PS4 / Xbox 360 / Xbox One) - Nier: Automata (PS4) - Rise of the Tomb Raider (PC / PS4 / Xbox 360 / Xbox One) - Star Ocean: Integrity and Faithlessness (PS3 / PS4) - World of Final Fantasy (PS4 / Vita) Team 17 - Galak-Z: The Dimensional (PC / PS4 / Vita) Telltale Games - The Walking Dead: Michonne (Android / iOS / PC / PS3 / PS4 / Xbox 360 / Xbox One) Tiger & Squid - Beyond Eyes (PC / PS4 / Xbox One) Tripwire Interactive - Rising Storm 2: Vietnam (PC) Ubisoft - Anno 2205 (PC) - Assassin's Creed Syndicate (PC / PS4 / Xbox One) - The Crew: Wild Run (PC / PS4 / Xbox 360 / Xbox One) - For Honor (PC / PS4 / Xbox One) - Just Dance 2016 (PS3 / PS4 / Wii / Wii U / Xbox 360 / Xbox One) - South Park: The Fractured but Whole (PC / PS4 / Xbox One) - Tom Clancy's Ghost Recon Wildlands (PC / PS4 / Xbox One) - Tom Clancy's Rainbow Six Siege (PC / PS4 / Xbox One) - Tom Clancy's The Division (PC / PS4 / Xbox One) - TrackMania Turbo (PC / PS4 / Xbox One) Versus Evil - The Banner Saga (PS4 / Vita) Viva Media - Goliath (PC) Vlambeer - Nuclear Throne (PC / PS3 / PS4 / Vita) Warhorse Studios - Kingdom Come: Deliverance (PC / PS4 / Xbox One) Warner Bros. - Batman: Arkham Knight (PC / PS4 / Xbox One) - Lego Marvel's Avengers (3DS / PC / PS3 / PS4 / Vita / Wii U / Xbox 360 / Xbox One) - Lego Dimensions (PS3 / PS4 / Wii U / Xbox 360 / Xbox One) - Mad Max (PC / PS4 / Xbox One) WayForward Technologies - Shantae: Half-Genie Hero (PC / PS3 / PS4 / Vita / Wii U / Xbox 360 / Xbox One) XSEED Games - Corpse Party (Vita) - Earth Defense Force 2: Invaders from Planet Space (Vita) - Earth Defense Force 4.1 - The Shadow of New Despair (PS4) - The Legend of Heroes: Trails of Cold Steel (PS3 / Vita) - Onechanbara Z2: Chaos (PS4) - Return to PololoCrois: A Story of Seasons Fairy Tale (3DS) - Senran Kagura Estival Versus (PS4 / Vita) - Senran Kagura 2: Deep Crimson (3DS) - Nitroplus Blasterz: Heroines Infinite Duel (PS4 / PS3) Yu Suzuki - Shenmue III (PC / PS4) |